# Mihovići
Mihovići su naseljeno mjesto u općini Foči-Ustikolini, Federacija BiH, BiH. Godine 1950. pripojeno im je naselje Čurovići (Sl.list NRBiH, br.10/50). Mihovići su popisani kao samostalno naselje na popisu 1961., a na kasnijim popisima ne pojavljuju se, jer je 1962. pripojeno naselju Zebinoj Šumi (Sl.list NRBiH, br.47/62). Nalazi se uz rječicu Osanicu, blizu Poratka.

## Stanovništvo
| Narod     | Popis 1961. |
| --------- | ----------- |
| Hrvati    |             |
| Muslimani | 114         |
| Srbi      |             |
| ostali    | 1           |
| Ukupno    | 115         |